# Bazsarózsa (növénynemzetség)

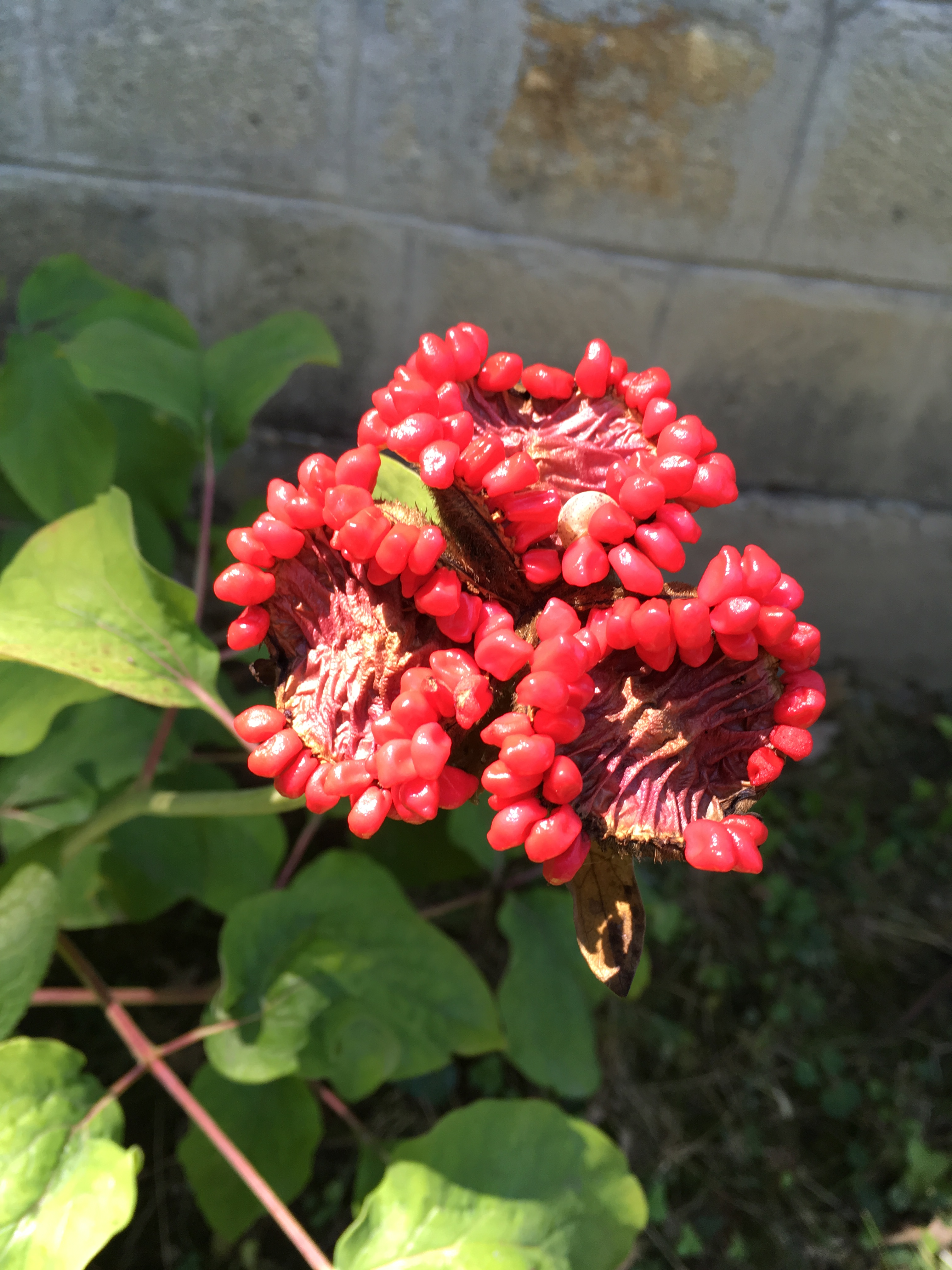
Bazsarózsa kinyílt termése és magjai az Erdőtelki Arborétumban

A bazsarózsa (Paeonia) a bazsarózsafélék (Paeoniaceae) családjába tartozó növénynemzetség, melyet korábban a boglárkafélék (Ranunculaceae) családjába soroltak. A nemzetség további nevei: peónia, bazsarózsacserje. Kb. 33 faj Eurázsiában, egy pedig Észak-Amerikában honos.

## Elnevezése
A bazsarózsák nem közeli rokonaik a rózsáknak (Rosa spp.), nevükben a rózsa szót az azokéhoz hasonló virágaikról kaphatták.
Bazsarózsának nevezik egyrészt a Paeonia nemzetséget, másrészt a kerti bazsarózsa leggyakrabban termesztett fajtáját, a pünkösdirózsát (Paeonia officinalis subsp. officinalis cv. Rubra plena) is.

## Tulajdonságai
Többségében lombhullató lágy szárú fajok, de vannak cserje termetűek is, ez utóbbiak mind Kínában élnek. Leveleik szórt állásúak, páratlanul szárnyasan összetettek. Virágaik általában magányosan állnak, nagyok, fehér, sárga, rózsaszín, piros vagy lilás színűek. Termése a hasi oldalon felnyíló tüsző, magja nagy, piros vagy fekete.

## Képek

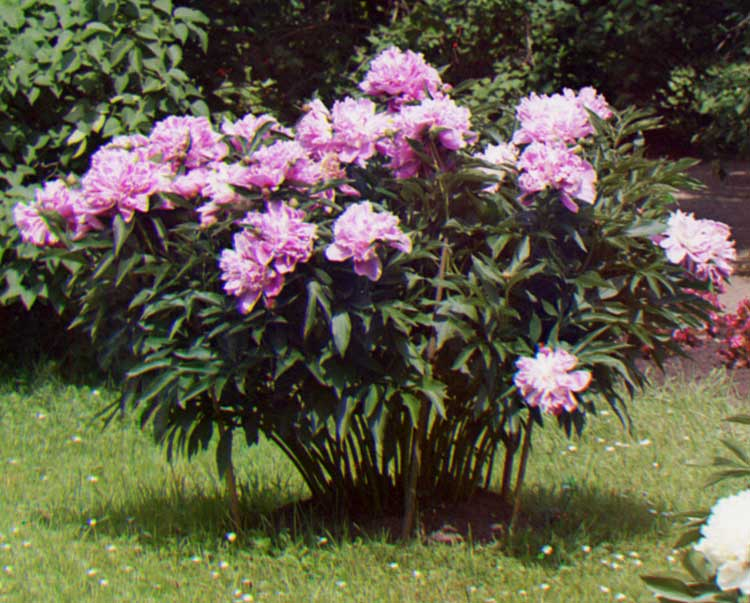
Termesztett hibrid bazsarózsa
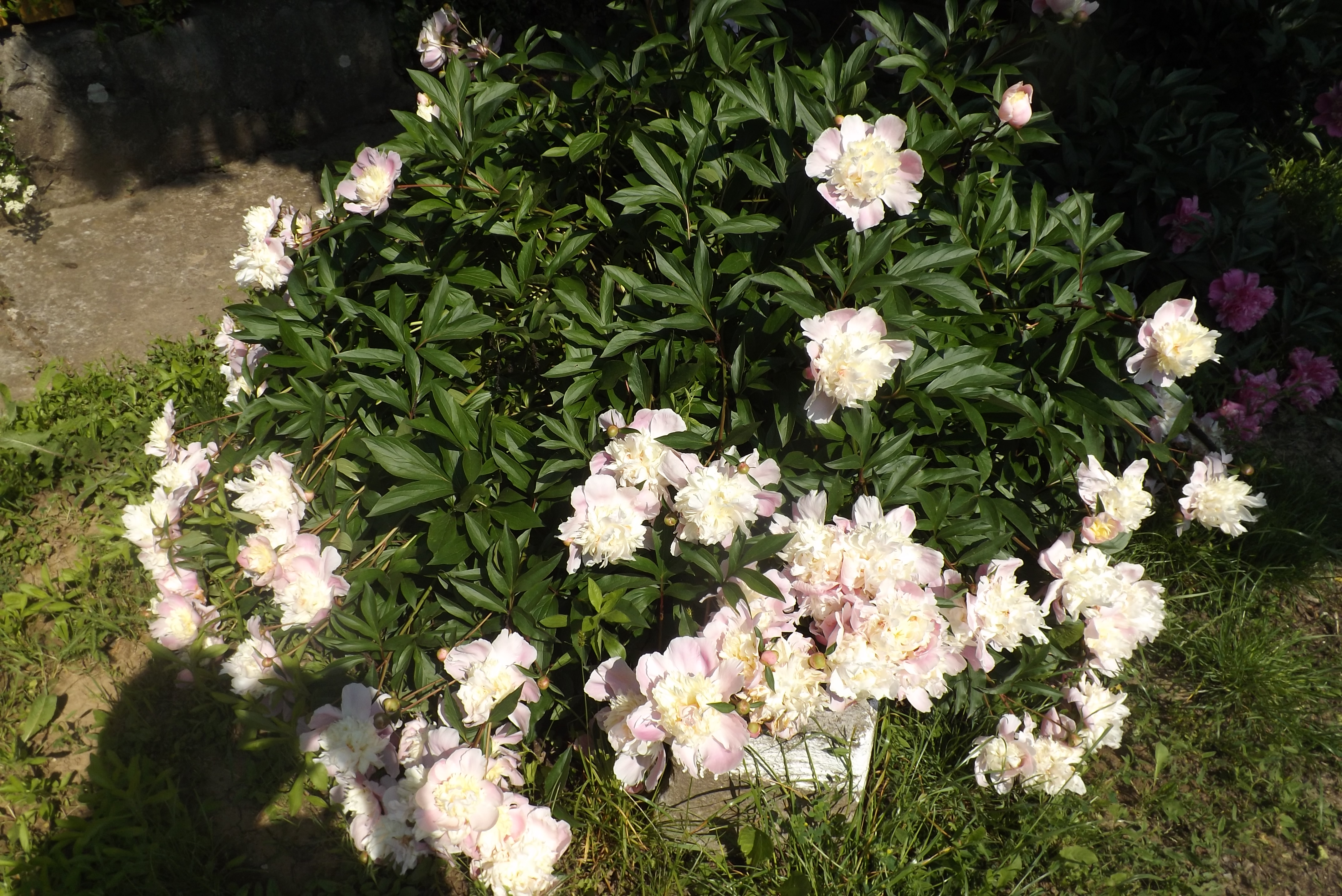
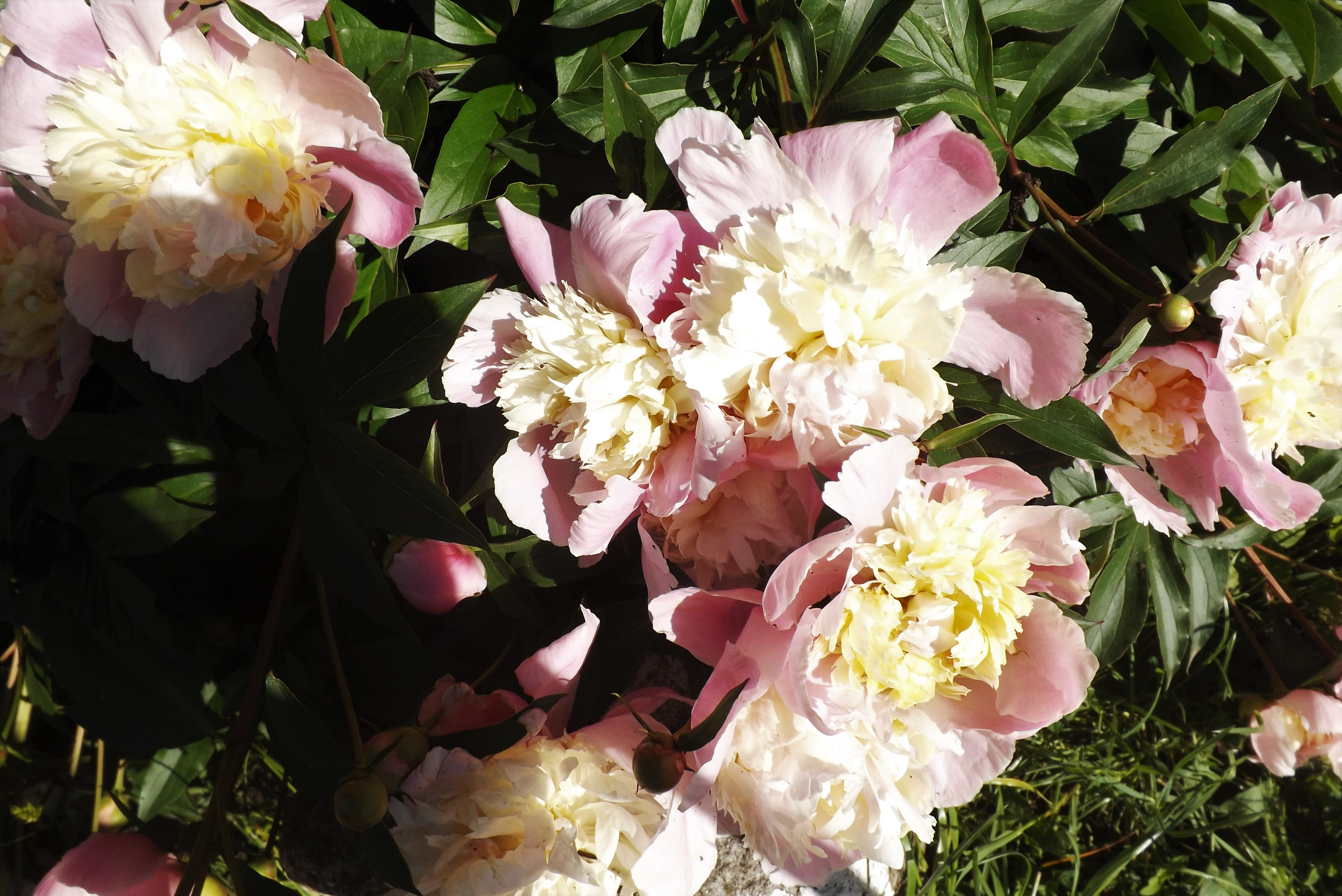
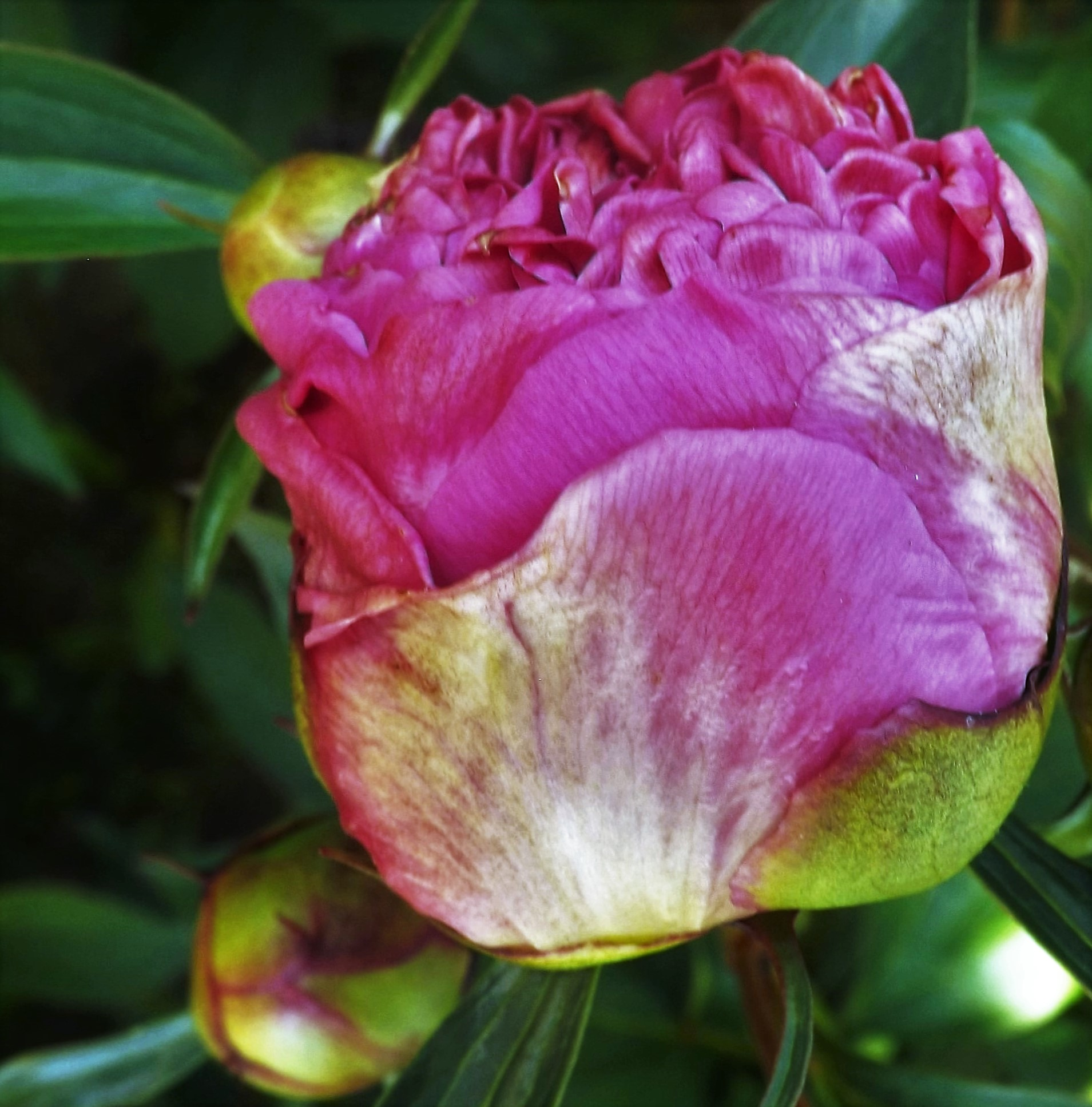
Bazsarózsa bimbós állapotban
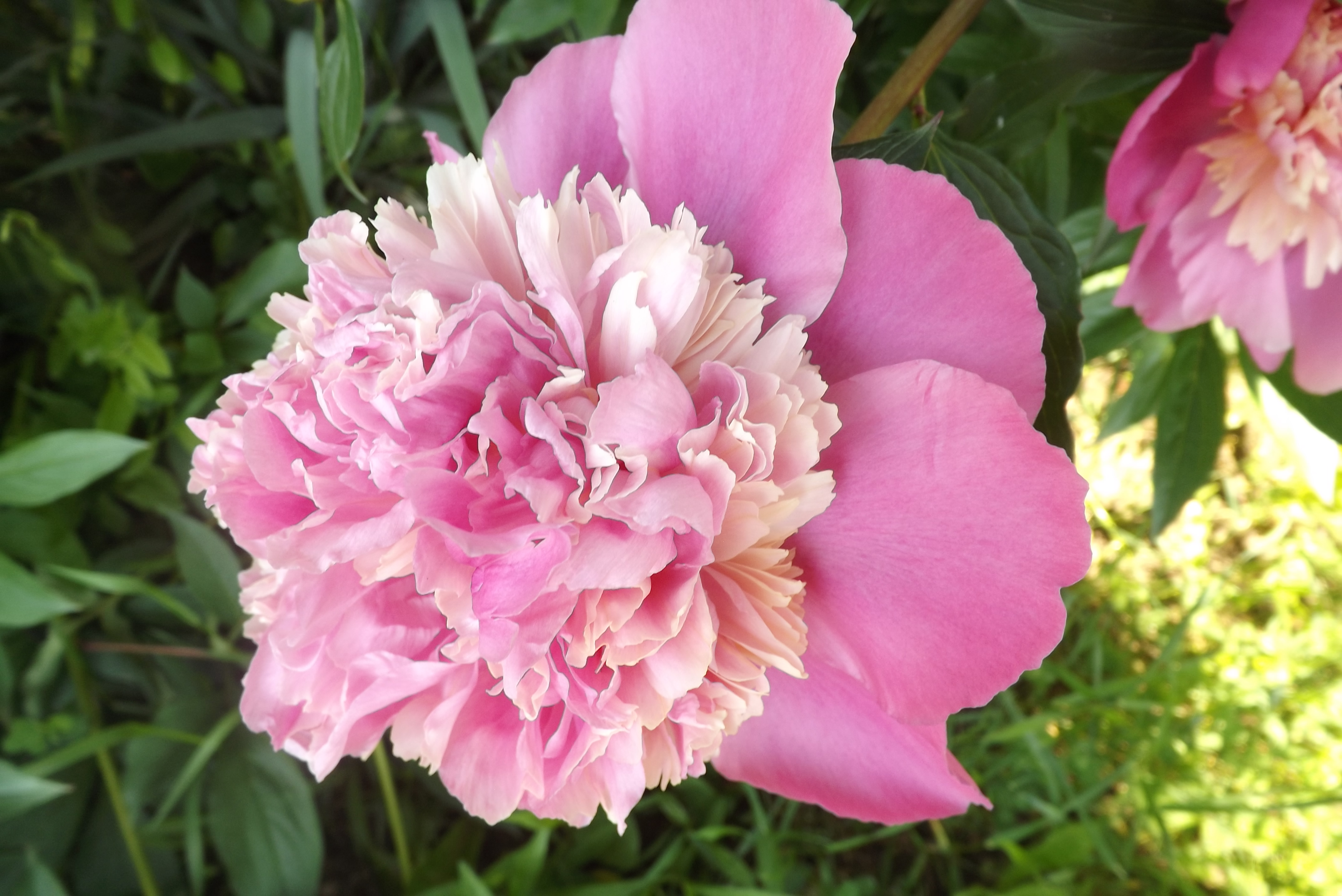
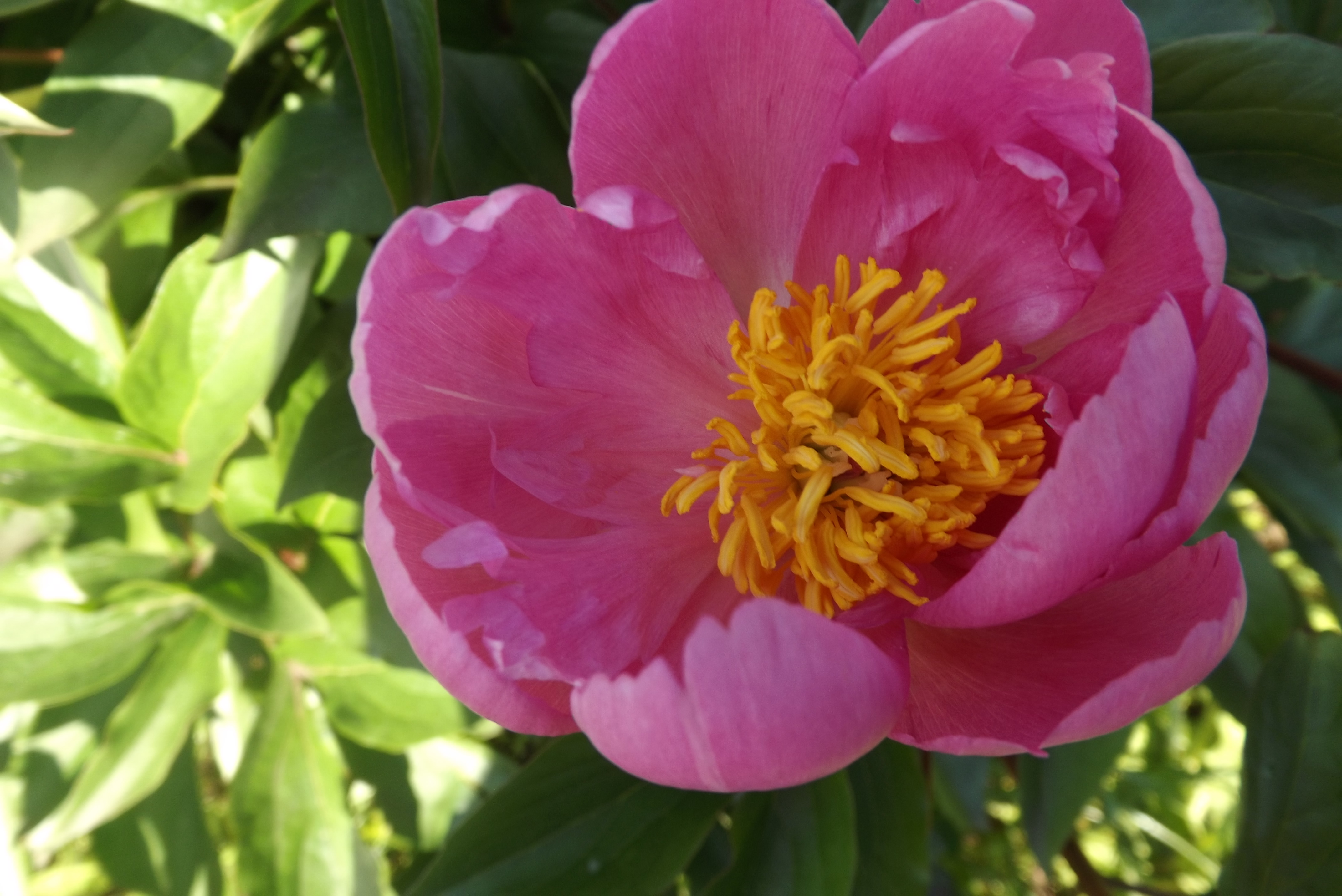
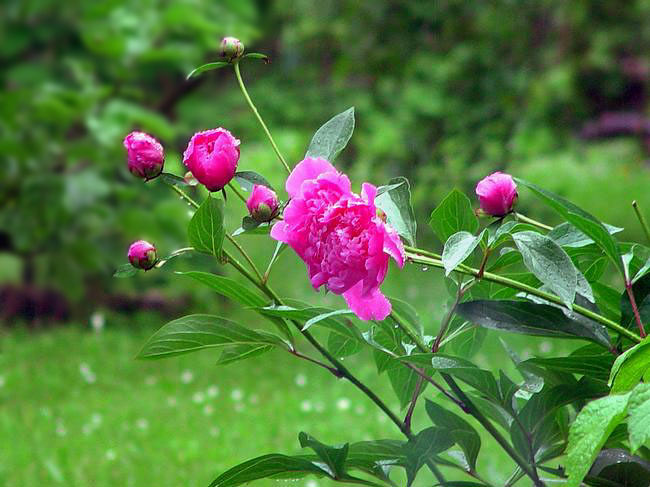
Paeonia lactiflora
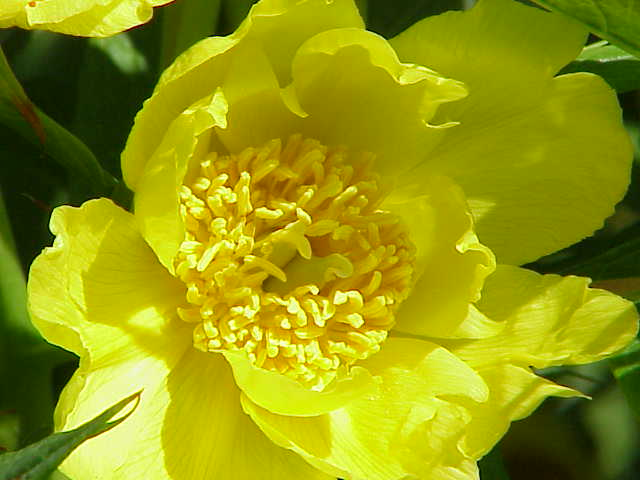
Paeonia ludlowii
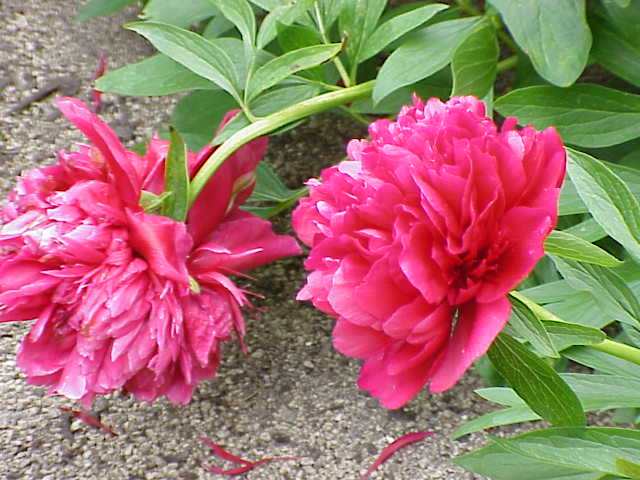
Paeonia officinalis 'Rubra Plena'
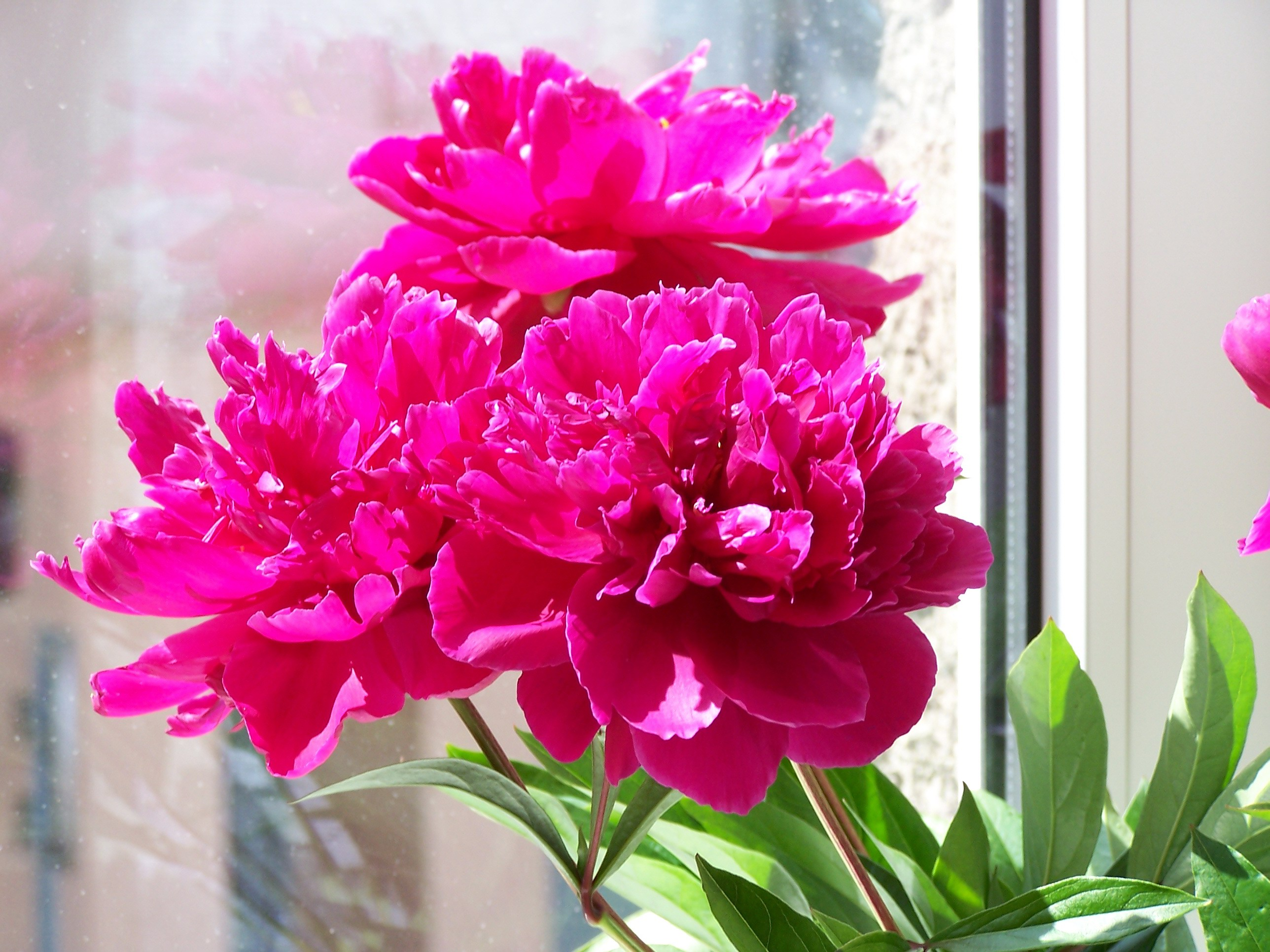
Paeonia lactiflora
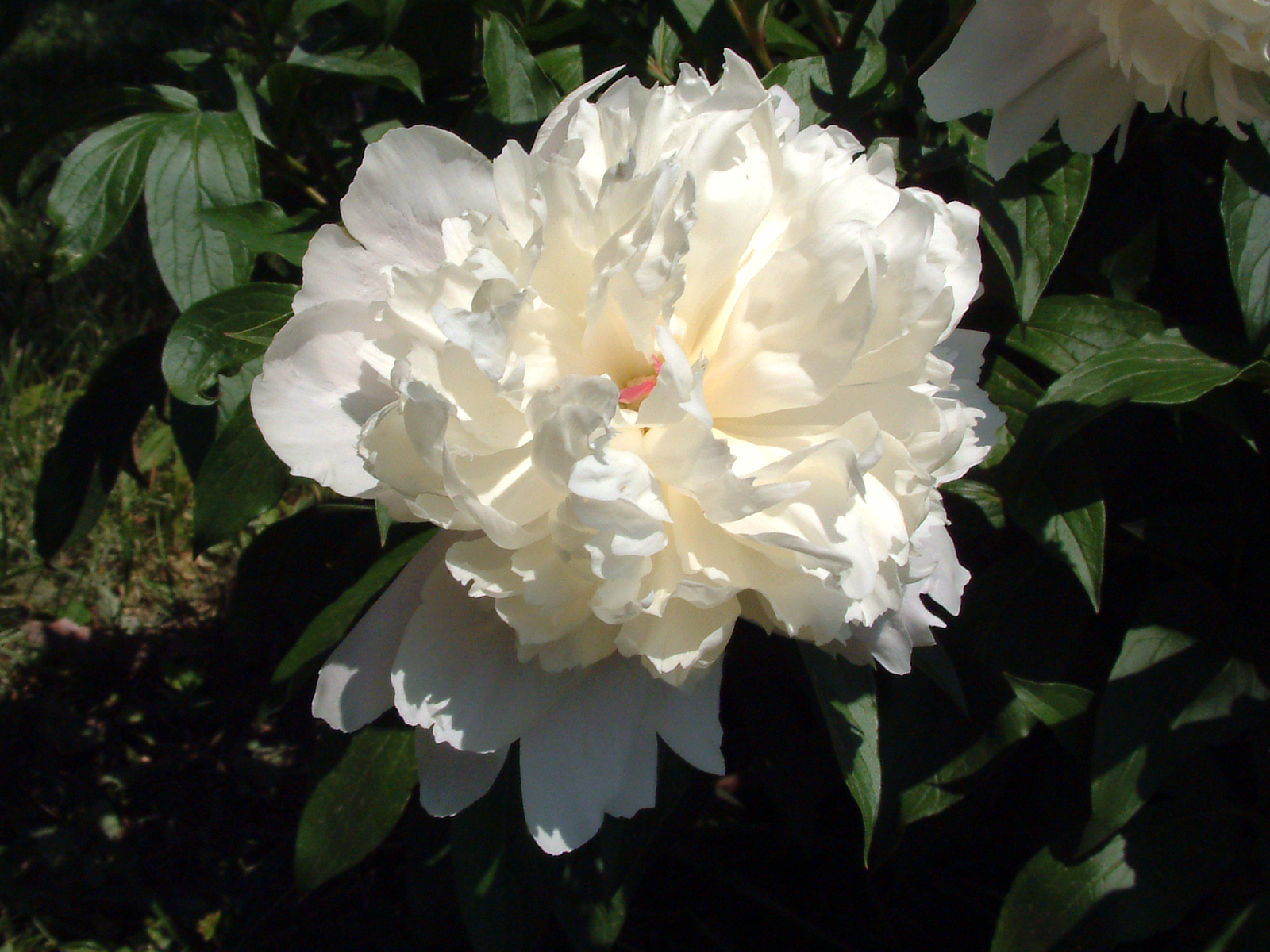
Paeonia lactiflora
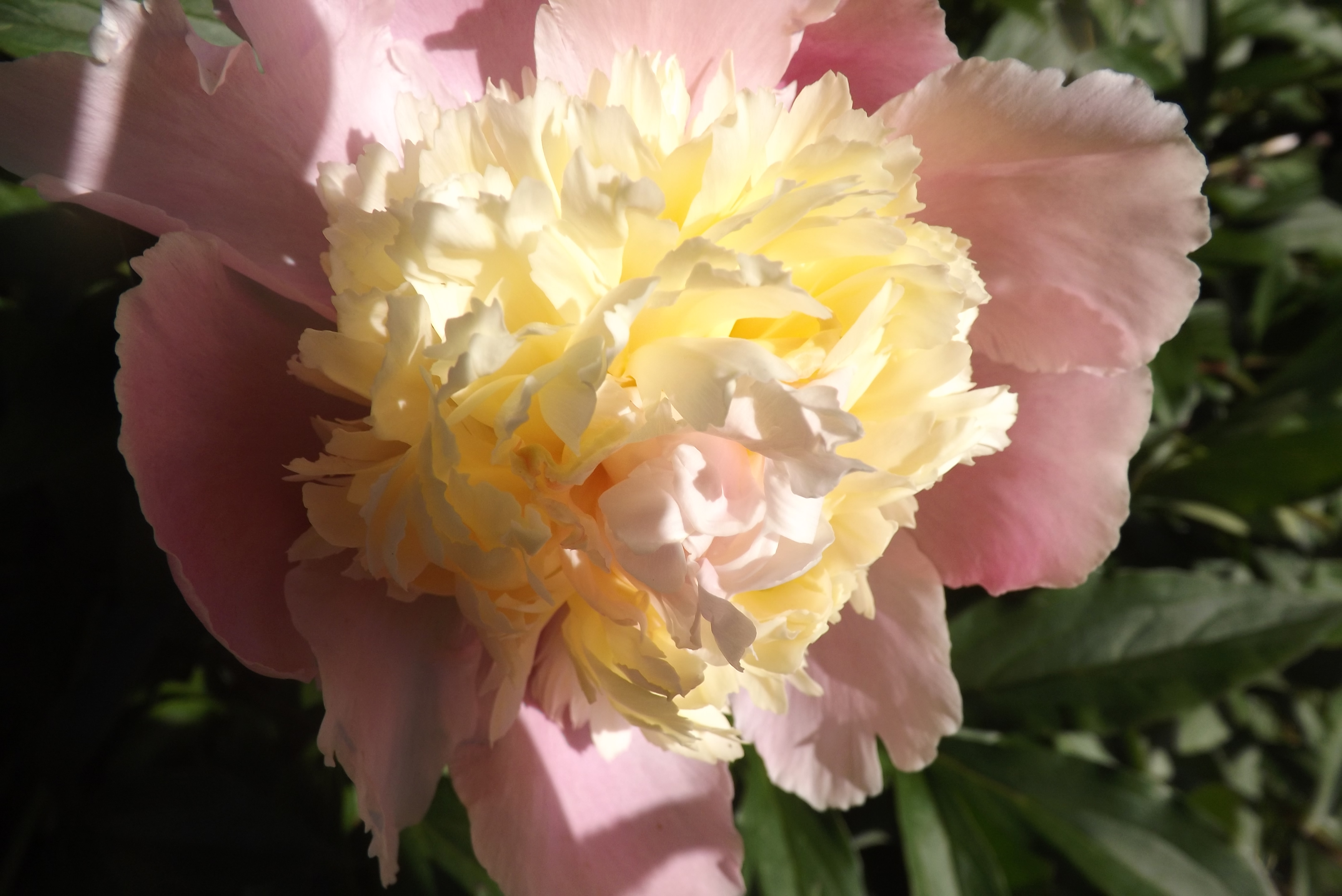